# 2010年のバスケットボール
< 2010年 | 2010年のスポーツ
2010年のバスケットボール（2010ねんのバスケットボール）では、2010年（平成22年）のバスケットボール関連の出来事をまとめる。

## できごと

### 1月
- 10日 - 皇后杯全日本総合選手権、トヨタ自動車が創部44年目で初の決勝。しかし、JOMOに59-65で惜敗。
- 11日 - 天皇杯全日本選手権男子決勝、アイシンが84-73で日立を下し2度目の3連覇（7回目の優勝）を達成。3連覇以上の2度記録は史上初。

### 2月
- 7日 - Wリーグ、シャンソン化粧品が1977年の旧日本リーグ1部昇格以来初めてベスト4を逃す。

### 3月
- 2日 - 皇后杯優勝歴のある日本航空が2010-2011年シーズン限りでの廃部を発表。
- 17日
  - シャンソン化粧品に所属する元日本代表の相澤優子が引退。同チームHC就任が内定。
  - NBA、マイケル・ジョーダンのシャーロット・ボブキャッツ買収を承認。買収額は2億7500万ドル。
- 19日 - クリーブランド・キャバリアーズのレブロン・ジェームズが史上最年少（25歳79日）で通算15000得点達成。
- 20日
  - JBL、リンク栃木ブレックスがプロチームとして初となるプレーオフ進出を決める。
  - 日本協会、bjリーグ所属球団及び選手の登録を承認。
- 22日 - 男子日本代表のヘッドコーチにトーマス・ウィスマンが内定。

### 4月
- 5日 - 第72回NCAA男子バスケットボール選手権の決勝がインディアナポリスのルーカス・オイル・スタジアムで行われ、デューク大学が61-59でバトラー大学を下し9年ぶり4度目の優勝。
- 12日 - JBLファイナル、リンク栃木ブレックスがプロチームとして初優勝。
- 21日 - bjリーグ、日本協会・JBLとの覚書調印。同時に日本協会にリーグ公認申請。

### 5月
- 11日 - NBA、ロシアのミハイル・プロホロフによるニュージャージー・ネッツの買収を承認。北米出身者以外初のオーナーとなる。
- 14日 - bjリーグ、高松ファイブアローズの運営会社「スポーツプロジェクト高松」が自己破産申請。（後に撤回）

### 6月
- 8日 - bjリーグ、2010-11シーズンより新規参入となる秋田ノーザンハピネッツの監督に長谷川誠が選手兼任として就任。
- 21日 - ロンドン五輪アジア予選を兼ねる2011年女子アジア選手権の開催地が長崎県大村市に決定。

### 7月
- 15日 - NBA、ゴールデンステート・ウォリアーズの買収が史上最高額の4億5000万ドルで合意。

### 8月
- 3日 - 美ら島沖縄総体、男子は八王子高校、女子は札幌山の手高校がともに初優勝。
- 30日 - bjリーグ、島根スサノオマジックが日本代表石崎巧と契約。

### 10月
- 1日 - 親会社日本航空の経営再建策で今シーズン限りで休部を発表していたWリーグ1部のJALラビッツがbjリーグ 新潟アルビレックスBB等を運営するNSGグループに譲渡し本拠地の新潟移転を発表。
- 29日 - ターキッシュ・バスケットボール・リーグのベシクタシュJK、元NBAのアレン・アイバーソンと2年契約。

### 11月
- 17日 - パナソニックに所属する元日本代表の大野篤史が引退を表明。

### 12月
- 28日 - 第41回全国高等学校バスケットボール選抜優勝大会女子決勝で札幌山の手高校が中村学園女子を97-59で下し、初優勝、昨年の桜花学園（愛知）以来史上8校目の高校総体、国体、選抜大会の「高校3冠」を達成。
- 29日 - 第41回全国高等学校バスケットボール選抜優勝大会男子決勝で北陸が福岡第一を68-60で下し初優勝。

## 国際大会
- 2010年バスケットボール世界選手権
  -  アメリカ合衆国 81 - 64  トルコ
- 2010年女子バスケットボール世界選手権
  -  アメリカ合衆国 89 - 69  チェコ
- 2010年アジア競技大会（ 中国・広州）
  - 男子: 中国 77 - 71  韓国
  - 女子: 中国 70 - 64  韓国
- ユーロリーグ 2009-10ファイナル（パリ・5月9日）
  - FCバルセロナ 86－68 オリンピアコスBC
- 女子ユーロリーグ 2009-10
  - WBCスパルタク・モスクワ 87-80 Ros Casares Valencia

## 国内大会

### 日本プロバスケットボール（bjリーグ）
- bjリーグオールスターゲーム2009-10（1月31日、セキスイハイムスーパーアリーナ）
  - WEST 105 - 102 EAST MVP：マイケル・パーカー（福岡）
- bjリーグ 2009-10ファイナル（5月23日）
  - 浜松・東三河フェニックス 84 - 56 大阪エヴェッサ
    - 浜松は初優勝

### その他日本国内
- 第85回天皇杯・第76回皇后杯全日本総合選手権
  - 男子
    - 決勝：アイシンシーホース 84 - 73 日立サンロッカーズ
      - アイシンは3年連続7度目の優勝。

  - 女子
    - 決勝：JOMOサンフラワーズ 65 - 59 トヨタ自動車アンテロープス
      - JOMOは2年連続15度目の優勝。
- JBL 2009-10・ファイナル（4月10日〜12日）
  - 第1戦 リンク栃木ブレックス 88 - 77 アイシンシーホース
  - 第2戦 リンク栃木ブレックス 80 - 72 アイシンシーホース
  - 第3戦 リンク栃木ブレックス 71 - 63 アイシンシーホース
    - リンク栃木は初優勝
- JBL2 2009-10・ファイナル（3月21日）
  - 豊田通商ファイティングイーグルス 91 - 67 石川ブルースパークス
- Wリーグ2009-10・ファイナル（2月26日〜28日）
  - 第1戦　JOMOサンフラワーズ 62 - 59 トヨタ自動車アンテロープス
  - 第2戦　JOMOサンフラワーズ 83 - 66 トヨタ自動車アンテロープス
  - 第3戦　JOMOサンフラワーズ 81 - 58 トヨタ自動車アンテロープス
    - JOMOは2季連続13度目の優勝
- W1リーグ2009-10
  - 優勝：日立ハイテク クーガーズ
- 第62回全日本大学バスケットボール選手権大会
  - 男子決勝：青山学院大学 93 - 76 慶應義塾大学
  - 女子決勝：拓殖大学 78 - 66 愛知学泉大学
- 高校総体（7月29日～8月3日・沖縄県）
  - 男子決勝：八王子 67 - 66 明成
    - 初優勝

  - 女子決勝：札幌山の手 98 - 74 中村学園女子
    - 初優勝
- 第41回全国高等学校バスケットボール選抜優勝大会（12月23～29日・東京体育館）
  - 男子決勝： 北陸（福井） 68 - 60 福岡第一（福岡）
    - 初優勝

  - 女子決勝： 札幌山の手（高校総体優勝・北海道） 97 - 59 中村学園女子（高校総体準優勝・福岡）
    - 初優勝

### NBA
- NBAオールスターゲーム（2月14日、テキサス州・カウボーイズ・スタジアム）
イースタン・カンファレンス 141 - 139 ウェスタン・カンファレンス MVP：ドウェイン・ウェイド（マイアミ・ヒート）
- NBAファイナル（6月5日〜17日）
ロサンゼルス・レイカーズ 4勝3敗 ボストン・セルティックス

### 韓国プロバスケットボール
- KBL 2009-10ファイナル

### 中国プロバスケットボール
- CBA 2009-10ファイナル

## 死去
- 6月4日 - ジョン・ウッドン
- 6月19日 - マヌート・ボル